# Sejerø Bugt og Nekselø
Sejerø Bugt og Nekselø este o arie protejată (arie de protecție specială avifaunistică — SPA) din Danemarca întinsă pe o suprafață de 40.285 ha, din care 97 % marine.

## Localizare
Centrul sitului Sejerø Bugt og Nekselø este situat la coordonatele 55°50′47″N 11°19′29″E / 55.846389°N 11.324722°E.

## Înființare
Situl Sejerø Bugt og Nekselø a fost declarat arie de protecție specială avifaunistică în mai 1983 pentru a proteja 11 specii de animale.

## Biodiversitate
Situată în ecoregiunile continentală și marină baltică, aria protejată nu include niciun habitat protejat.
La baza desemnării sitului se află mai multe specii protejate de  păsări (11): Aythya marila, erete de stuf (Circus aeruginosus), cristeiul de câmp (Crex crex), lebădă de iarnă (Cygnus cygnus), rață catifelată (Melanitta fusca), rață neagră (Melanitta nigra), Mergus serrator, ciocântors (Recurvirostra avosetta), eider (Somateria mollissima), Sterna paradisaea, chiră de mare (Sterna sandvicensis).